# Celosterna scabrator
Espèce
Celosterna scabrator est une espèce d'insectes coléoptères longicornes de la famille des Cerambycidae, originaire du sous-continent indien.
Depuis les années 1920 à La Réunion, cet insecte foreur attaque particulièrement les filaos au point de menacer de les faire disparaitre. En Inde il ravage les vignes, par exemple dans l'Andhra Pradesh.

## Synonymes
- Celosterna scabrator griseator Aurivillius, 1920
- Psaromaia renei Pascoe, 1888
- Aristobia murina Nonfried, 1894
- Lamia spinator Fabricius, 1798
- Lamia scabrator Fabricius, 1781
- Lamia gladiator Fabricius, 1801